# Кафяво прилепче
Кафявото прилепче (Pipistrellus pipistrellus) е вид дребен бозайник от семейство Гладконоси прилепи (Vespertilionidae).

## Общи сведения
Кафявото прилепче е най-дребният прилеп, срещащ се в Европа . Дължината на тялото с главата е 32-49 mm, на опашката – 23-36 mm, а масата – 3,5-9,5 g. Ушите са съвсем малки, с дължина 7-12 mm, а крилата са тесни, с размах 200-230 mm. Козината е къса и гъста, по гърба е кафява до бледожълта, а на корема — по-светла. Ушите, лицето и летателните мембрани са тъмнокафяви. Младите екземпляри са по-тъмни и сивкави от възрастните.

## Разпространение и местообитания
Кафявото прилепче е разпространено в Северозападна Африка, Европа и голяма част от Азия - от Мала Азия и Кавказ до Кашмир и Япония. В България се среща рядко, но на почти цялата територия на страната. Видът е най-характерен за зоната на широколистните гори. Живее на различни места, които често са свързани с човешките жилища. През деня за убежище му служат тавани и други укрити места, по-рядко в процепи и скални пукнатини.

## Начин на живот и хранене
В някои райони са регистрирани значителни сезонни миграции на кафявите прилепчета. Например, има сведения за прилепи, прекарващи лятото в Украйна, а зимата — в България, на места, отдалечени едно от друго на около 1000 km. В същото време в съседни райони, като Централна Европа, далечни миграции не са наблюдавани. Мъжките живеят предимно поединично, а през лятото женските образуват размножителни колонии от по 20 до 100 екземпляра. Понякога през зимата се включват в големи колонии от хиляди екземпляри, включително смесени с други видове.
При полет кафявите прилепчета се ориентират чрез ехолокация, като излъчват честотномодулирани сигнали с честота 42-49 kHz и 55 kHz. Хранят се главно с летящи насекоми с размери на тялото 1-12 mm, като обикновено 60-70% от тях са двукрили от подразред Nematocera.
Кафявото прилепче излиза за храна първо в ранния сумрак, а после отново на разсъмване. В средата на годината ловува през цялата нощ. Понякога лети и през деня. Плячката си намира по сгради, дървета, стени, алеи и водоеми. Понякога кръжи около светнати лампи. Полетът е стремителен, често съпроводен от плясък на криле.

## Размножаване
Копулацията при кафявото прилепче протича през есента, по-рядко през пролетта. През юни-юли женските раждат едно или по-рядко две малки, които достигат полова зрялост след една година.